# ويلسون سيفيرينو
ويلسون سيفيرينو (بالإسبانية: Wilson Severino)‏ هو لاعب كرة قدم أرجنتيني، ولد في 25 فبراير 1980. لعب مع نادي ديبورتيفو ريسترا.